# Ата-Спорт

Старий логотип клубу

«Ата-Спорт» (кирг. Атаспорт) — киргизський футбольний клуб, який представляє Бішкек.

## Історія
Футбольний клуб «Ата-Спорт» було засновано в 2008 році в місті Бішкек. У 2009 році команда дебютувала у Вищій лізі, але за підсумками сезону посіла останнє 9-те місце та вилетіла до Першої ліги. В цьому ж році Ата-Спорт дебютував у Кубку Киргизстану, але в 1/16 фіналу поступився клубу «Живе Пиво» з рахунком 1:2 та припинив боротьбу в турнірі.

## Досягнення
- Топ-Ліга
  - 9-те місце (1): 2009

- Кубок Киргизстану
  - 1/16 фіналу (1): 2009

## Відомі гравці
- Асхат Аматов
- Куватбек Борубаєв
- Окоча Кінгслі